# Planet Rock: The Album
Planet Rock: The Álbum es un álbum old School rap de Afrika Bambaataa y Soulsonic Force.

## Canciones
Todas las canciones han sido compuestos por Afrika Bambaataa y los Soulsonic Force.
1. Planet Rock – 7:31
2. Looking for the Perfect Beat – 6:51
3. Renegades of Funk – 6:45
4. Frantic Situation – 5:07 (realizada con Melle Mel)
5. Who You Funkin' With? – 6:23
6. Go-Go Pop – 6:00 (realizada con los Trouble Funk)
7. They Made a Mistake – 5:30